# Gustavo Alatriste
Gustavo Alatriste Rodríguez (né le 25 août 1922 à Mexico - décédé le 2 juillet 2006[réf. nécessaire] à Houston) était un réalisateur, scénariste, acteur et producteur de cinéma mexicain.

## Biographie
Gustavo Alatriste était conteur public de profession, ainsi qu'homme d'affaires. Il commença sa carrière au cinéma dans les années 1960 en produisant des films de Luis Buñuel (Viridiana, L'Ange exterminateur et Simon du désert) dans lesquels jouait sa femme d'alors Silvia Pinal. Viridiana est souvent considéré comme un chef-d'œuvre du cinéma mexicain, qui valut à l'espagnol Buñuel d'être accepté dans ce milieu, et à Alatriste de se faire connaitre. 

Dans les années 1970, Alatriste réalisa ses propres films, qu'il scénarisait et produisait via sa maison de production Dans les années 1980, il fut vice-président de la CANACINE, la Chambre Nationale de l'Industrie Cinématographique.

Gustavo Alatriste et Silvia Pinal ont eu une fille, l'actrice Viridiana Alatriste. Alatriste se remaria avec l'actrice Sonia Infante.
Gustavo Alatriste mourut d'un cancer le 22 juillet 2006.

## Filmographie

### Comme acteur
- 1974 : Las Calles no se siembran de lui-même
- 1982 : Aquel famoso Remington de lui-même
- 1984 : Historia de una mujer escandalosa de lui-même

### Comme réalisateur
- 1971 : Quien resulte responsable
- 1972 : Los Adelantados
- 1973 : Los Privilegiados
- 1974 : Las Calles no se siembran
- 1974 : Entre violetas
- 1975 : Tecnologías pesqueras
- 1976 : México, México, ra ra ra
- 1976 : Human
- 1979 : En la cuerda del hambre
- 1980 : La Grilla
- 1982 : La Casa de Bernarda Alba
- 1982 : Aquel famoso Remington
- 1984 : Historia de una mujer escandalosa

### Comme scénariste
- 1971 : Quien resulte responsable de lui-même
- 1972 : Los Adelantados de lui-même
- 1974 : Las Calles no se siembran de lui-même
- 1974 : Entre violetas de lui-même
- 1982 : La Casa de Bernarda Alba de lui-même
- 1982 : Aquel famoso Remington de lui-même

### Comme producteur
- 1961 : Viridiana de Luis Buñuel
- 1962 : L'Ange exterminateur de Luis Buñuel
- 1965 : Simón del desierto de Luis Buñuel
- 1967 : La Mujer de a seis litros de Rogelio A. González
- 1971 : Quien resulte responsable de lui-même
- 1971 : La Guera Xóchitl de Rogelio A. González
- 1972 : Los Adelantados de lui-même
- 1974 : Las Calles no se siembran de lui-même
- 1974 : Entre violetas de lui-même
- 1975 : Tecnologías pesqueras de lui-même
- 1976 : Human de lui-même
- 1980 : La Grilla de lui-même
- 1982 : La Casa de Bernarda Alba de lui-même